# Jean Paul Égide Martini
Jean Paul Égide Martini (Freystadt, 31 de agosto de 1741 - París, 14 de febrero de 1816), también conocido como Martini il Tedesco, fue un compositor clásico francés de origen alemán.
Obtuvo un cargo en la corte real que logró mantener durante la Revolución francesa. Más tarde se adaptó al Primer Imperio francés y compuso la música de la boda de Napoleón Bonaparte con Josefina de Beauharnais. 
Sus óperas melódicas, como «L'amoreaux de quinze ans» o «El derecho del señor» 
poseían prestigio en su época y fueron muy exitosas. Compuso música eclesiástica con una teatralidad muy moderna para su época. Sus canciones, como «Plaisir d'amour» o «Plegaria por el rey» eran muy conocidas.
Fue profesor de composición musical en el prestigioso Conservatorio de París.